# Vannella simplex
Vannella simplex – gatunek ameby należący do rodziny  Vannellidae z supergrupy Amoebozoa według klasyfikacji Cavaliera-Smitha.
Forma pełzająca jest kształtu wachlarzowatego albo półkolstego. Hialoplazma zajmuje około połowę całkowitej długości pełzaka. Osobnik dorosły osiąga wielkość 25 – 80 μm. Posiada pojedyncze jądro o średnicy 6 – 11 μm z centralnie umieszczonym jąderkiem.
Forma swobodnie pływająca posiada liczne, drobne pseudopodia.
Występuje w wodach słodkich.